# Dolicheremaeus pannosus
Dolicheremaeus pannosus är en kvalsterart som beskrevs av Hammer 1981. Dolicheremaeus pannosus ingår i släktet Dolicheremaeus och familjen Tetracondylidae. Inga underarter finns listade i Catalogue of Life.